# Czas reakcji
Czas reakcji – czas, który upływa pomiędzy momentem wysłania sygnału wzbudzającego do określonego obiektu a reakcją obiektu (wykonaniem działania) na ten sygnał.

## Monitory LCD
Czas reakcji jest jednym z najważniejszych parametrów charakteryzujących monitory LCD. Według standardów jakości ISO, to czas przejścia pojedynczego piksela matrycy ciekłokrystalicznej ze stanu zapalonego (biały) do stanu zgaszonego (czarny), a następnie ponownie do stanu zapalonego (biały).
Znaczna część producentów określa czas reakcji w pseudostandardzie GTG (ang. gray to gray), w którym mierzy się czas przejścia piksela o kolorze szarym (tj. świecącego z jasnością mniejszą niż maksymalna) do stanu zgaszonego, a następnie ponownie do stanu zapalonego emitującego kolor szary. Jako iż określenie wielkości natężenia jasności jako „szary” jest wysoce nieprecyzyjne, standardy ISO nie dopuszczają takich testów do określania czasu reakcji matrycy – podana przez producenta wartość reakcji może być w ten sposób znacznie zaniżona. Niezależne testy monitorów, w sporadycznych przypadkach, wskazują nawet dwukrotnie dłuższe rzeczywiste czasy reakcji matrycy niż podane w specyfikacji danego monitora.
Należy mieć na uwadze, że starsze monitory z długim czasem reakcji powodują efekt smużenia podczas przemieszczania się obiektów na ekranie, co sprawia, że np. oglądanie filmów wideo jest wyjątkowo niekomfortowe. Krótki czas reakcji zależy głównie od rodzaju matrycy i elektroniki nią sterującej, pozwalając tym samym na uzyskanie szybkich zmiany barw pikseli w stosunku do zmian sygnału. Większość z bieżąco produkowanych (2015) monitorów LCD posiada rzeczywiste czasy reakcji (<10 ms) satysfakcjonujące do typowych zastosowań. W sprzedaży najczęściej można spotkać ekrany o czasie reakcji 1 ms, 2 ms i 5 ms, jednak w większości są to wartości w pseudostandardzie GTG, który został wyżej opisany.
Monitory kineskopowe typu CRT, wyświetlające obraz z częstotliwością 60-80 Hz, mają czas reakcji rzędu 12,5 ms. Z powodu tego, iż obraz jest w tych konstrukcjach wciąż na nowo „rysowany” przez wiązkę elektronów, w monitorach tych nie występują zakłócenia obrazu związane z efektem smużenia, podobnie jak to ma miejsce w wyświetlaczach plazmowych. Wadą ich jest jednak niedostrzegalne migotanie, powodujące zmęczenie wzroku. Ogólnie przyjmuje się, że plamka żółta ludzkiego oka nie jest w stanie rejestrować migotania obrazu, jeśli jego częstotliwość jest powyżej 72 Hz, dlatego zalecaną minimalną częstotliwością pracy na monitorach CRT było 75 Hz; jednak tak naprawdę wszystko zależy od indywidualnych predyspozycji danego użytkownika.
Ekrany LCD z długim czasem reakcji nie nadają się do wyświetlania szybko zmieniających się obrazów. Należy zaważyć, że reakcja matrycy na sygnał sterujący nakłada się także z inną formę opóźnienia wyświetlanego obrazu (tzw. input lag), powodując iż szybkie zmiany obrazu, wymuszane np. przez gry komputerowe lub wymagające wysokiej precyzji narzędziach typu CAD, nie odpowiadają bieżącemu sygnałowi sterującemu z karty graficznej, powodując dezorientację użytkowników. Dla tych osób sugerowano nadal używanie monitorów kineskopowych (CRT), a aktualnie używanie wyświetlaczy ciekłokrystalicznych wykonywanych w technologii IPS, w których ten efekt jest niezauważalny. Niestety producenci monitorów LCD nie informują o wartości „input lag” dla swoich produktów, a jedynie o czasie reakcji. Mimo to należy zaznaczyć, iż wszystkie monitory LCD doskonale spisują się w przypadku pisania dokumentów tekstowych, przeglądania stron www, korzystania z typowych gier czy używania ich w charakterze kina domowego.